# Neumühle (Altenkunstadt)
Die Neumühle ist eine ehemalige Getreide-, Loh-, Walk- und Schneidmühle am Altenkunstadter Mühlbach, einem Nebenarm der Weismain, im heutigen Altenkunstadt. Als Baudenkmal ist sie vom Bayerischen Landesamt für Denkmalpflege unter der Denkmalnummer D-4-78-111-12 geschützt.

## Geschichte
Erstmals erwähnt wurde sie im ältesten langheimer Urbar aus dem Jahr 1390 als „Muenchmuel“. Aus dem Jahr 1586 ist der Name „Heroldsmuel“, um 1600 noch einmal „Heroltzmül“ und später noch einmal „Mönchmühle“ überliefert. Da der Müller zusammen mit dem der Steffelmühle das Holz für die Instandhaltung des Galgens auf dem nahen Galgenberg aufbringen musste, wurde sie im Jahr 1586 auch als „Gerichtsmühle“ bezeichnet. Im Dreißigjährigen Krieg brannte die Mühle, die damals neben dem Getreidemahlgang auch über einen Loh- und Walkgang verfügte, nieder. Erstmals Erwähnung fand die Mühle unter ihrem heutigen Namen „Neumühle“ im Jahr 1742, in Anlehnung an ihren Wiederaufbau nach dem Dreißigjährigen Krieg.
Im 18. Jahrhundert wurde sie als zweigeschossiges Gebäude, nun mit Getreidemahl-, Getreideschlag- und Schneidgang neu errichtet. 1801 wurde das Anwesen vom Bamberger Mathematikprofessor und Topografiker Johann Baptist Roppelt als Mahl-, Stampf- und Schneidmühle mit drei unterschlägigen Wasserrädern sowie Stadel und Nebengebäuden beschrieben.

## Architektur
Das heutige Mühlengebäude wurde als Satteldachhaus im 19. Jahrhundert über älterer Bausubstanz errichtet. Im oberen Teil des Giebels konnte das alte Zierfachwerk aus Andreaskreuzen mit Viertelkreisecken aus dem 17. oder 18. Jahrhundert erhalten bleiben. An einem hölzernen Vorbau der Mühle dreht sich bis heute ein großes Mühlrad.